# Lizy
Lizy is een plaats en voormalige gemeente in het Franse departement Aisne in de regio Hauts-de-France en telt 220 inwoners (2004). De plaats maakt deel uit van het arrondissement Laon.

## Geschiedenis
Lizy is op 1 januari 2019 gefuseerd met de gemeenten Anizy-le-Château en Faucoucourt tot de gemeente Anizy-le-Grand. 

## Geografie
De oppervlakte van Lizy bedraagt 3,7 km², de bevolkingsdichtheid is 59,5 inwoners per km².
De onderstaande kaart toont de ligging van Lizy met de belangrijkste infrastructuur en aangrenzende gemeenten.

## Demografie
Onderstaande figuur toont het verloop van het inwonertal (bron: INSEE-tellingen).
Vanwege een beveiligingsprobleem met de MediaWiki Graph-software is het momenteel niet mogelijk deze grafiek weer te geven. Zodra de software is bijgewerkt zal de grafiek vanzelf weer zichtbaar worden.